# Mallosus
Mallosus (auch Mallasus, Malusius oder Marusius) ist ein Märtyrer und Heiliger der katholischen Kirche, der der Überlieferung zufolge als Mitglied der Thebäischen Legion um das Jahr 300 das Martyrium erlitt. Sein Gedenktag ist der 10. Oktober.

## Überlieferung
Über Mallosus Zugehörigkeit zur Thebäischen Legion und damit auch über die Verehrung Mallosus’ als Märtyrer ist wenig bekannt, obgleich er sowohl in Bonn als auch in Xanten zu den Märtyrern der jeweiligen Städte gezählt wurde. Die bedeutendste Nennung Mallosus’ in den Überlieferungen zur Thebäischen Legion stammt von Gregor von Tours, der um 590 in seiner Schrift „Liber in gloria Martyrum“ auch von Mallosus’ Martyrium berichtete. So sei Mallosus nahe dem Ort Bertuna, interpretiert zumeist als das heutige Birten, wo einst das Legionslager Vetera stand, hingerichtet worden. Dort sei ihm zu Ehren auch eine cella memoria errichtet, seine Überreste zunächst jedoch nicht geborgen worden. Diese cella memoria habe der Kölner Bischof Eberigisil Ende des 5. Jahrhunderts zu einer Kirche ausbauen lassen, woraufhin sich einem Diakon die Gebeine Mallosus’ offenbart hätten und geborgen wurden. Weiterhin berichtete Gregor, dass auch der heilige Viktor bei Birten begraben liege, seine Gebeine aber weiterhin nicht gefunden werden konnten.
Weder für Birten, wo eine cella memoria heute archäologisch nicht nachweisbar ist, noch für das nahe gelege Xanten, wo unter der Xantener Stiftskirche St. Viktor die Errichtung mehrerer cellae memoriae im 4. Jahrhundert nachgewiesen werden konnte, ist daraufhin eine Märtyrerverehrung Mallosus’ überliefert. Spätestens ab 863 ist hingegen eine Verehrung des heiligen Viktor von Xanten überliefert, dessen Gebeine archäologischen Grabungen unter dem Xantener Dom zufolge vor 752 geborgen wurden und dessen Verehrung die des Mallosus’ vollständig verdrängte. In Bonn wurden zur Mitte des 11. Jahrhunderts beim Neubau der dortigen Kirche drei Steinsärge entdeckt, von denen man zwei Cassius und Florentius, den dritten aber dem nun zu den Bonner Märtyrern gezählten Mallosus zurechnete. Doch auch in Bonn geriet die Verehrung Mallosus’ spätestens zur Erhebung von Cassius und Florentius zu Stadtpatronen 1643 in Vergessenheit.
Eine alternative Auslegung des von Gregor von Tours erwähnten Orts „Bertuna“ führt ins frühere Verdun im heutigen Frankreich, wo der Lokalheilige Saint Maur verehrt wird, dessen Name sich über Mallusius und Marusius zum heutigen Maur entwickelt haben könnte.